# Pluszcz rdzawogardły
Pluszcz rdzawogardły (Cinclus schulzii) – gatunek małego ptaka z rodziny pluszczy (Cinclidae), zamieszkujący południową Boliwię i północno-zachodnią Argentynę. Narażony na wyginięcie.

## Systematyka
Takson ten formalnie opisał Jean Cabanis w 1882 roku, nadając mu nazwę Cinclus schulzii, która obowiązuje do tej pory. Pluszcz rdzawogardły jest blisko spokrewniony z pluszczem białogłowym (C. leucocephalus), niekiedy łączono je w jeden gatunek. Nie wyróżnia się podgatunków.

## Morfologia
Długość ciała 14–15,5 cm; masa ciała około 39,5 g.
Upierzenie matowoszare, bledsze na głowie i twarzy. Blady różowaworudy śliniak. Białe plamy na lotkach pierwszego rzędu widoczne w locie i podczas trzepotania skrzydeł. Krótki ogon i zaokrąglone skrzydła. Ciemne gołe części ciała.

## Występowanie i środowisko
Pluszcz rdzawogardły występuje na wschodnich stokach Andów w północno-zachodniej Argentynie (prowincje Salta, Jujuy, Tucumán, Catamarca) oraz w południowej Boliwii (departamenty Tarija i Chuquisaca). W latach 90. XX wieku populację boliwijską szacowano na od 500 nawet do 1000 par. Tę drugą liczbę oszacowano w oparciu o dosyć pospolite występowanie tych ptaków przy stałych strumieniach w okolicach Tarija m.in. w Reserva Biológica Cordillera de Sama oraz na południe od Narvaez. Argentyńską populację w 1994 roku szacowano na nie więcej niż 1000 par m.in. w Parku Narodowym Calilegua, Parku Narodowym Baritú i Parku Narodowym Aconquija.
Gatunek zamieszkuje stałe rzeki i strumienie z wodospadami, kaskadami, skałami i kamieniami w nurcie, często o klifowych brzegach, o szerokości od 5 do 15 metrów. Stanowiska lęgowe zazwyczaj znajdują się na wysokościach od około 1500 do około 2500 m n.p.m. Jednak stwierdzono jego pojawianie się na niższych wysokościach w czasie dużych mrozów.

## Status
W Czerwonej księdze gatunków zagrożonych IUCN pluszcz rdzawogardły nieprzerwanie od 1994 roku klasyfikowany jest jako gatunek narażony (VU – Vulnerable). Jego populacja jest szacowana na około 2000–2700 dorosłych osobników. Szacuje się, że populacja maleje z powodu zawężania się oraz zmiany charakteru jego habitatu.